# سيدو يحيى
سيدو يحيى (بالإنجليزية: Seidu Yahaya) (31 ديسمبر 1989 بأكرا في غانا - ) هو لاعب كرة قدم غاني في مركز الوسط . لعب مع أيك أثينا ومكابي حيفا ونادي أسترا جورجو ونادي شريف تيراسبول ونادي الفيحاء وTema Youth F.C. ‏ وأتلاتيك أنوسيس قسطنطينبولس ‏ وA.S. Anagennisi Karditsas ‏.

## وصلات خارجية
- سيدو يحيى على موقع الاتحاد الأوربي (الإنجليزية)
- سيدو يحيى على موقع قاعدة بيانات كرة القدم.إي يو (الإنجليزية)
- سيدو يحيى على موقع Soccerway.com (الإنجليزية)
- سيدو يحيى على موقع عالم كرة القدم.نت (الإنجليزية)